# Agrostis distans
Agrostis distans é uma espécie de gramínea do gênero Agrostis, pertencente à família Poaceae.